# Hugó Payr
Hugó Payr (ur. 24 sierpnia 1888 w Budapeszcie, zm. 18 maja 1976 tamże) – węgierski zapaśnik walczący w stylu klasycznym. Olimpijczyk z Londynu 1908, gdzie zajął czwarte miejsce w wadze półciężkiej i ciężkiej.
Zajął czwarte miejsce na mistrzostwach świata w 1908 roku.
Jego prawnuczka żeglarka Anna Payr była olimpijką z Aten 2004.

## Letnie Igrzyska Olimpijskie 1908
| Konkurencja | Eliminacje                | Eliminacje                | Finały                 | Finały              | Klas. końcowa |
| Konkurencja | Przeciwnik I              | 1/4                       | 1/2                    | o 3 miejsce         | Miejsce       |
| ----------- | ------------------------- | ------------------------- | ---------------------- | ------------------- | ------------- |
| 93 kg       | Jewgienij Zamotin (RUS) Z | Jacob van Westrop (NED) Z | Verner Weckman (FIN) P | Carl Jensen (DEN) P | 4.            |

| Konkurencja | Eliminacje          | Finały                    | Finały               | Klas. końcowa |
| Konkurencja | Przeciwnik I        | 1/2                       | o 3 miejsce          | Miejsce       |
| ----------- | ------------------- | ------------------------- | -------------------- | ------------- |
| +93 kg      | Ned Barrett (GBR) Z | Aleksandr Pietrow (RUS) P | Søren Jensen (DEN) P | 4.            |